# Kempens Plateau

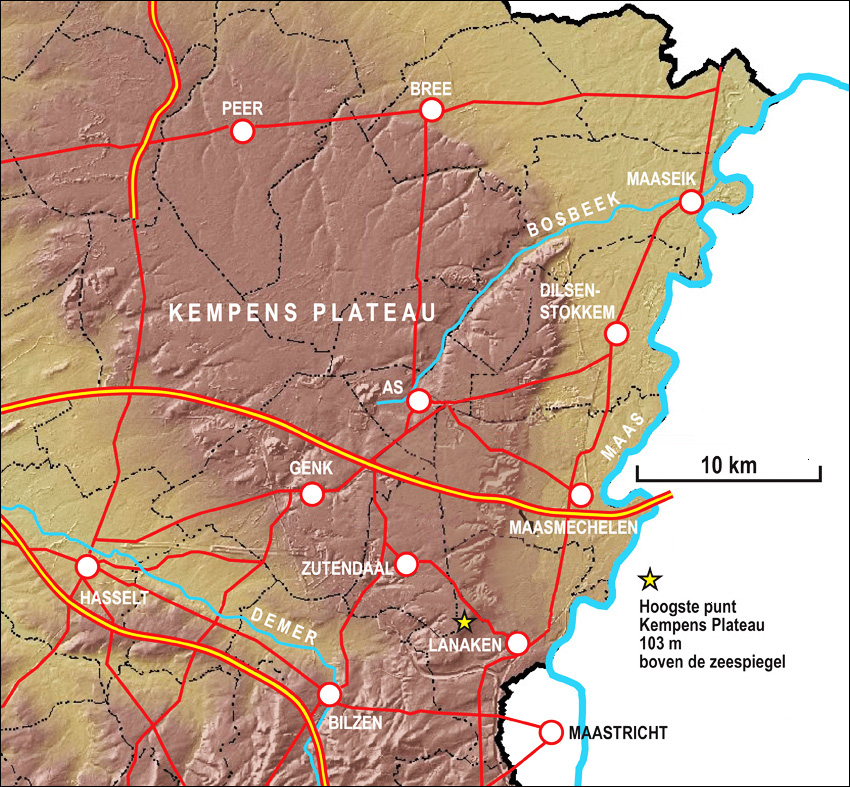
Situering van het Kempens Plateau

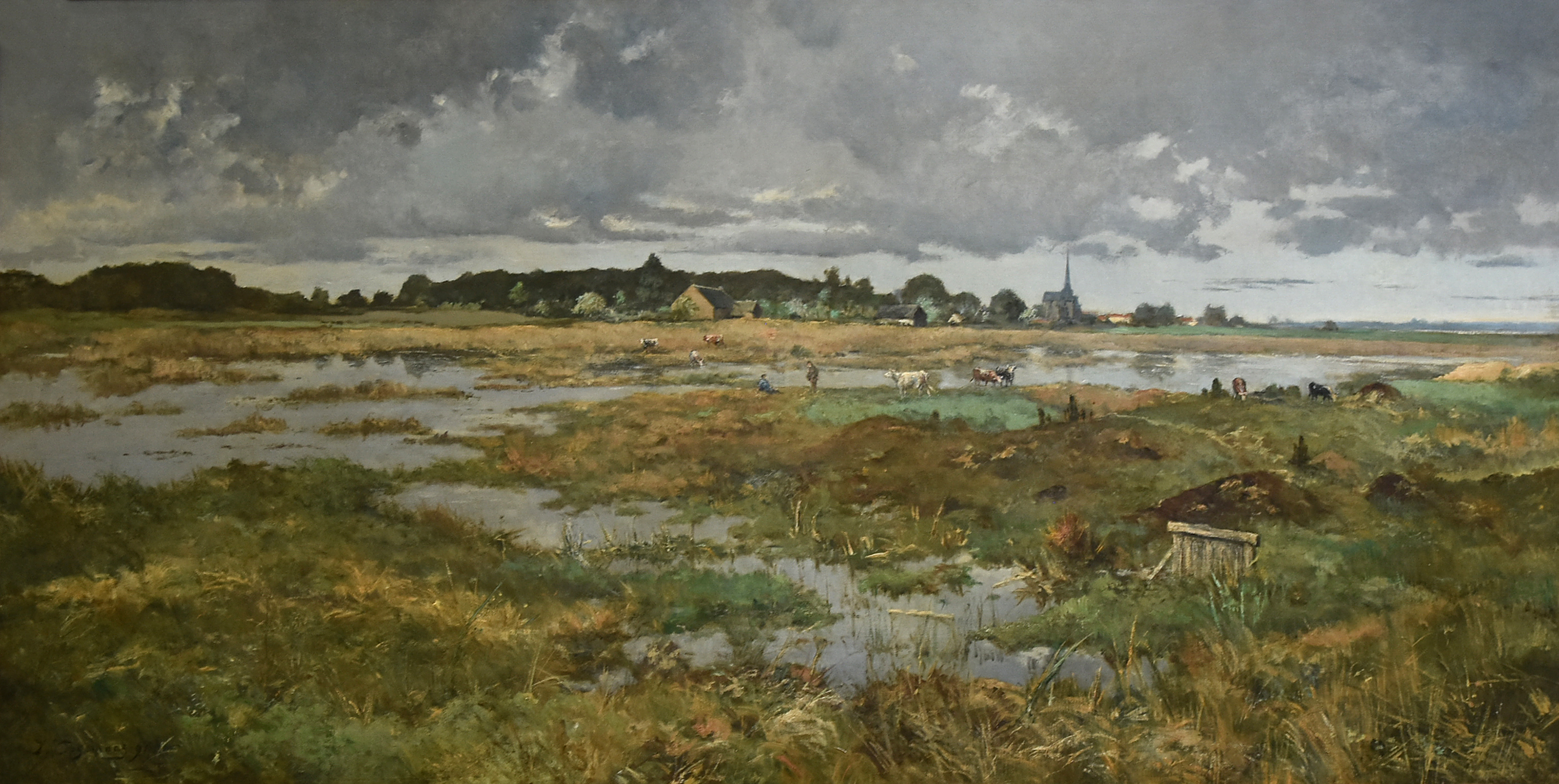
Moeras te Genck (1891) van Joseph Coosemans (1828-1904) in het Emile Van Dorenmuseum te Genk

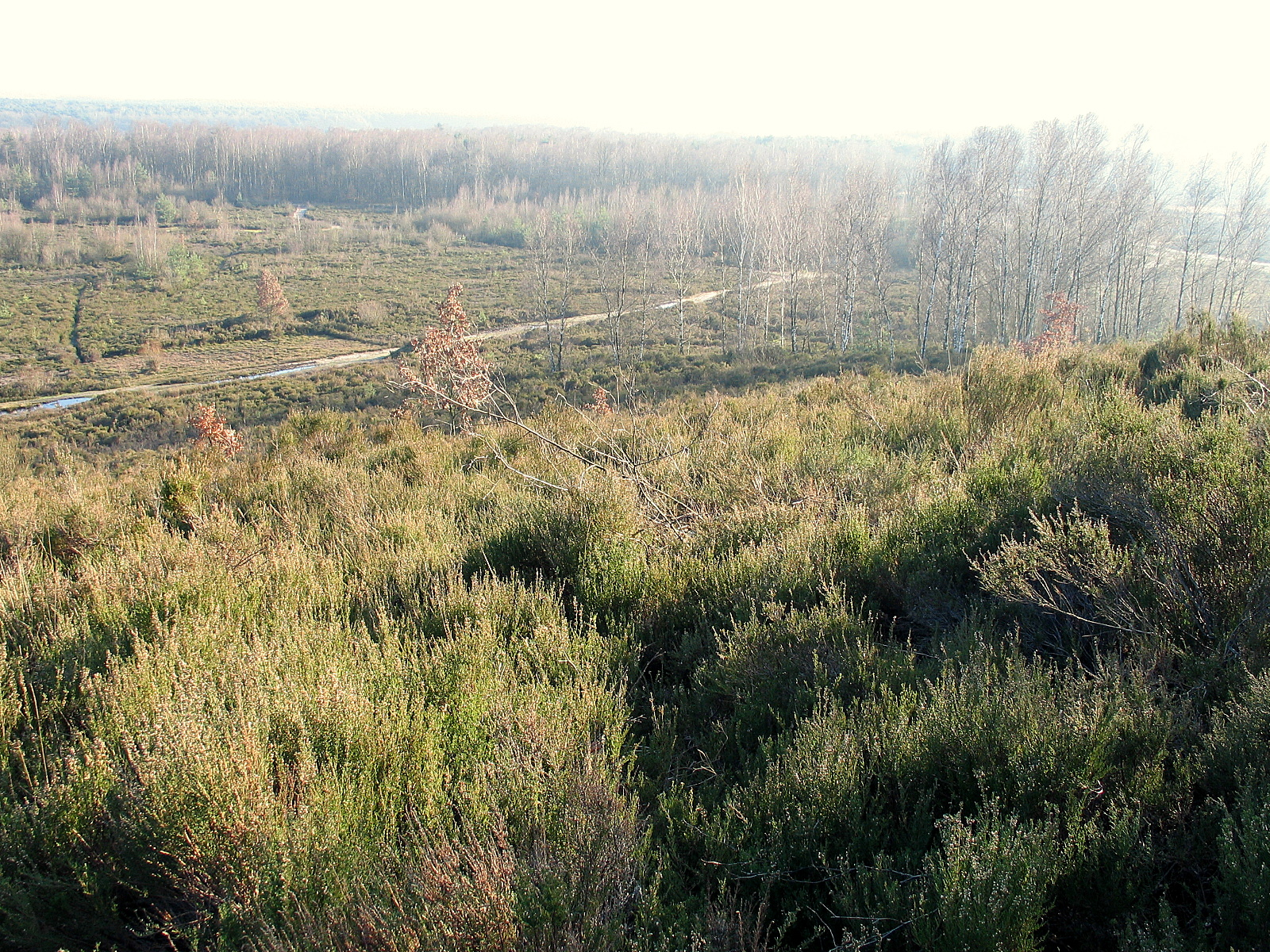
Boven op de steilrand in Opgrimbie

Het Kempens Plateau, Kempisch Plateau of Limburgs laagplateau is een laagplateau in de Belgische provincie Limburg. Het maakt deel uit van het Regionaal Landschap Kempen en Maasland en van het Regionaal Landschap Lage Kempen. 

## Situering
Het plateau daalt geleidelijk af van 100 m ten westen van Lanaken naar het noorden, waarbij het zich verbreedt naar het westen. Het gaat (beneden 50 m) over in de diluviale zandige laagvlakte in Noord-Limburg (de zogenaamde vlakte van Bocholt). In het oosten en het noordoosten wordt het Kempens Plateau begrensd door een steilrand die de Maasvallei beheerst. De westrand van het Kempens Plateau is sterk versneden door zijrivieren van het Scheldebekken.

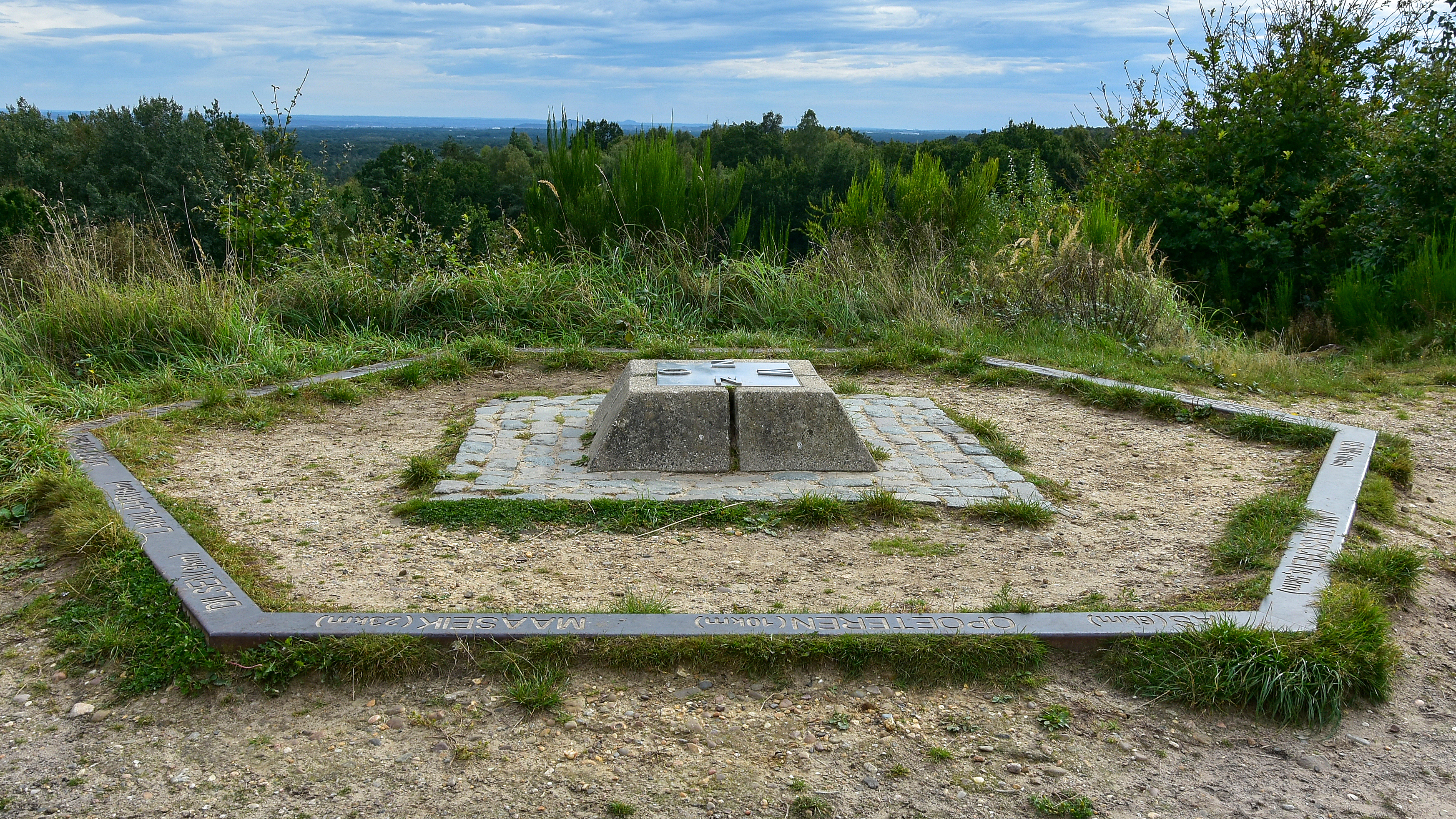
Panoramapunt en hoogste punt op de Mechelse Heide (104m)

## Ontstaan van het Kempens Plateau
600 000 jaar geleden begonnen de ijstijden waarbij periodes van koude en warmte elkaar afwisselden en de laatste ijstijd eindigde circa 12 000 jaar geleden. De grindafzetting in het Maasland gebeurde vooral tijdens de tweede ijstijd, tijdens het Mindel glaciaal (475.000-425.000 v.Chr.). Enorme hoeveelheden steenpuin werden aangevoerd, afkomstig uit de Ardennen, Vogezen, Lotharingen en het stroomgebied van de Samber. Circa 200 000 jaar geleden behoorde het stroomgebied van de Moezel ook tot het stroomgebied van de Maas. Het landijs op de noordelijke helft van Nederland verplichtte de rivier naar het westen af te buigen waardoor het water in een groot meer, nu de Noordzee, terecht kwam. Door de botsing met de ijskap werd zijn stroomsnelheid sterk afgeremd en het meegevoerde puin (grind) afgezet. Deze puinkegel, met een hoogte van 20 tot 40 m strekt zich uit tussen enerzijds Genk en Lanaken en anderzijds tussen Neeroeteren en As. Dit gebied heet het Kempens plateau of de Hoge Kempen. Er is een zeer grote verscheidenheid aan gesteenten in de ondergrond te vinden. De geologische wand in As is een geologisch monument in het Kempens Plateau.
De overgang van de Maasvallei naar het Kempens Plateau is erg steil en vormt een trap van gemiddeld 45 meter. Deze steilrand loopt van Opitter in Bree en Opoeteren in Maaseik in het noorden tot Gellik (Lanaken) in het zuiden, en vormt een ononderbroken lijn van ruim 20 kilometer lang, een van de spectaculairste geologische fenomenen in het vlakke Vlaanderen. Sinds de noordelijke uitbreiding van het Nationaal Park Hoge Kempen in 2020 maakt de volledige steilrand deel uit van het eerste nationaal park in België (sinds 2006). Bij Gellik bereikt het plateau een hoogte van 103 m terwijl het in Lommel 50 m boven de zeespiegel ligt.

## Samenstelling van de bodem
In het zuidelijk deel treft men hoofdzakelijk grind en grof zand aan, in het noordelijk deel zand. Het is grotendeels bedekt met een sediment. Dit is een dekzandlaagje aangevoerd door de wind in aanwezigheid van sneeuw en afgezet, met een afwisseling van zand en sneeuwlaagjes.
Er volgde een vegetatiearme periode in het Laatglaciaal en het Preboreaal. Tijdens het Boreaal, het Atlanticum en een deel van het Subboreaal was het plateau bedekt met wouden. De samenstelling van die wouden schommelde in functie van het heersende klimaat. Tijdens het Subboreaal zette de ontbossing in ten gevolge van menselijke activiteiten die in het Subatlanticum leidde tot een grote, bijna boomloze vlakte. Daarin was heide prominent aanwezig.
Het plateau werd in de 19e eeuw kunstmatig bebost met naaldhout en meer specifiek de grove den, door de gemeentebesturen om opbrengst te genereren en later voor de steenkoolontginning in het Kempens Steenkolenbekken. Het schilderij Moeras te Genck (zie afbeelding) toont het Kempens Plateau te Genk vooraleer men massaal naaldbomen aanplantte voor de mijnbouw in Wallonië.
Heidelandschappen komen nu nog enkel voor in de natuurreservaten (onder meer De Maten in Genk, de Teut in Zonhoven, Tenhaagdoornheide in Houthalen) en in de grote militaire domeinen.

## Erosie
Getuigenheuvels zijn het bewijs van de erosie die Vlaanderen tot een laagvlakte maakte. Zij weerstonden omwille van de gevormde ijzerzandsteen. Het Kempens Plateau, ontstaan uit de dikke grindlagen die de Maas heeft aangevoerd, heeft de erosie overleefd. Dit grof materiaal is nuttig voor de betonnijverheid.
Lokale rivieren (dus niet Maas en Schelde) die tijdens het Vroeg Pleistoceen sediment naar het Noorden afvoerden hebben in Nederland de Formatie van Stramproy afgezet.

## Belangrijke waterlopen in het Kempens Plateau
- de Bosbeek, Kikbeek, Asbeek, Abeek, Dommel, Warmbeek, Ziepbeek en Itterbeek, die behoren tot het Maasbekken
- de Stiemerbeek, Zusterkloosterbeek, Roosterbeek, Laambeek, Zonderikbeek, Slangebeek, Bolisserbeek, Zwarte Beek, Asbeek en de Zutendaalbeek die behoren tot het stroomgebied van de Schelde